# Jyrki Järvi
Jyrki Järvi, född den 7 februari 1966 i Helsingfors, är en finländsk seglare.
Han tog OS-guld i 49er i samband med de olympiska seglingstävlingarna 2000 i Sydney.